# Jimmy McNichol
Jimmy McNichol, all'anagrafe James Vincent McNichol III (Los Angeles, 2 luglio 1961), è un attore e cantante statunitense, fratello dell'ex attrice Kristy McNichol.
McNichol è un ex attore bambino, la cui popolarità è cresciuta velocemente costringendo reti come la CBS a creare sempre nuove serie televisive dove farlo recitare. Dopo aver fatto un numero record di apparizioni in top talk show, è oggi visto da molti come "il volto che vedi ovunque."

## Biografia

### Carriera
McNichol iniziò a recitare all'età di 7 anni, recitando in spot commerciali della Band Aid. Tra il 1967 e il 1973 è apparso in circa 80 pubblicità, compresi spot per Kool-Aid e Crest. Ha poi recitato come attore bambino in alcuni ruoli minori in serie televisive come S.W.A.T. e La casa nella prateria.

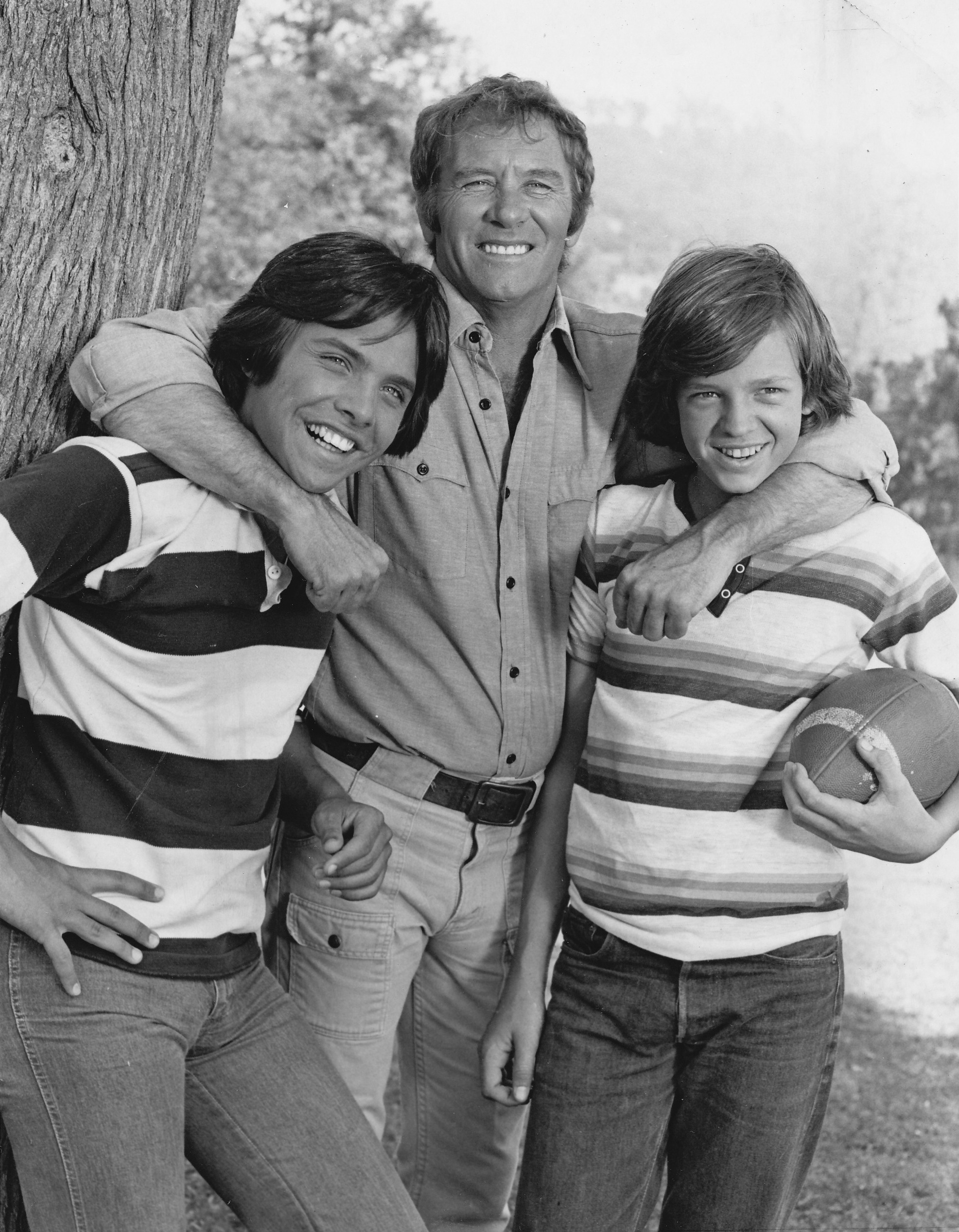
Clark Brandon, Bert Kramer e James Vincent "Jimmy" McNichol sul set della serie televisiva I Fitzpatricks.

Nel 1976, all'età di 15 anni, recitò nel suo primo film, Stranded. Nel 1977 ottenne il suo primo ruolo importante recitando nella serie televisiva I Fitzpatricks, insieme a Michele Tobin, con la quale nel 1979 recitò in California Fever. McNichol cantava anche la sigla de I Fitzpatricks e nel 1978 incise un album con sua sorella Kristy, prodotto da Phil e Mitch Margo.
Quando terminò California Fever, egli ottenne il ruolo di ospite nel talk show settimanale, Hollywood Teen. McNichol recitò in numerosi film televisivi come Vai con amore nel quale recitò con la sorella Kristy. Recitò anche in diversi film a basso costo prima di accettare il ruolo di Josh Clayton in General Hospital. Durante gli anni '80 suonò in una band col nome d'arte di "Jimmy James". Dopo aver recitato nel film del 1991 Una ragione per vivere, McNichol recitò in un episodio della serie V.R. Troopers dopodiché si ritirò dal cinema. Nel 2012 è tornato a recitare nel cortometraggio Call to Action to Mayor Bloomberg: Sodas & Soap Operas. Nel 2017 è tornato a recitare nella serie televisiva Decker.

### Altre attività
Nel 1999 si è concentrato sull'istruzione ecologica con un sito web chiamato ECOTV, ancora in esecuzione con la sua band "Wizard King" e ha pubblicato un nuovo CD, intitolato Eco Warrior.

### Vita privata
È sposato con Renee dal 1997 e vive con lei e i due figli a Durango, nel Colorado.
Nel 2010 McNichol scoprì di avere un'altra figlia, Kellee Maize, un'artista rap residente a Pittsburgh, in Pennsylvania.

## Filmografia

### Attore

#### Cinema
- Il ragazzo e il poliziotto (Smokey Bites the Dust), regia di Charles B. Griffith (1981)
- Night Warning, regia di William Asher (1981)
- Escape from El Diablo, regia di Gordon Hessler (1983)
- Call to Action to Mayor Bloomberg: Sodas & Soap Operas, regia di Dr. Leigh-Davis - cortometraggio (2012)

#### Televisione
- Dove corri Joe? (Run, Joe, Run) – serie TV, 1 episodio (1974)
- Gunsmoke – serie TV, 1 episodio (1974)
- La casa nella prateria (Little House on the Prairie) – serie TV, 2 episodi (1974)
- Shazam! – serie TV, 1 episodio (1975)
- S.W.A.T. – serie TV, 1 episodio (1975)
- Stranded, regia di Earl Bellamy – film TV (1976)
- I Fitzpatricks (The Fitzpatricks) – serie TV, 13 episodi (1977-1978)
- Carrie e Peter, una storia d'amore (Champions: A Love Story), regia di John A. Alonzo – film TV (1979)
- California Fever – miniserie TV (1979)
- Vai con amore (Blinded by the Light), regia di John A. Alonzo – film TV (1980)
- Love Boat – serie TV, 2 episodi (1983)
- Safe Harbor, regia di Michael Ray Rhodes – film TV (1984)
- ABC Afterschool Specials – serie TV, 2 episodi (1976-1985)
- General Hospital – serie TV, 1 episodio (1985)
- Una ragione per vivere (Reason for Living: The Jill Ireland Story), regia di Michael Ray Rhodes – film TV (1991)
- V.R. Troopers – serie TV, 1 episodio (1995)
- Decker – serie TV, 5 episodi (2017)

### Regista
- Planet View – Documentario (2013)

### Sceneggiatore
- Planet View, regia di Jimmy McNichol – Documentario (2013)

### Produttore esecutivo
- Planet View, regia di Jimmy McNichol – Documentario (2013)